# Alberto Ricardo Lorenzelli Rossi
Alberto Ricardo Lorenzelli Rossi SDB (* 2. September 1953 in Isidro Casanova, Argentinien) ist ein argentinischer Ordensgeistlicher und römisch-katholischer Weihbischof in Santiago de Chile.

## Leben
Alberto Ricardo Lorenzelli Rossi trat am 8. September 1972 der Ordensgemeinschaft der Salesianer Don Boscos bei und legte am 15. September 1977 die ewige Profess ab. Kurienbischof Rosalio José Castillo Lara SDB spendete ihm am 24. Januar 1981 in Sampierdarena das Sakrament der Priesterweihe.
Am 22. Mai 2019 ernannte ihn Papst Franziskus zum Titularbischof von Sesta und zum Weihbischof in Santiago de Chile. Der Papst persönlich spendete ihm am 22. Juni desselben Jahres die Bischofsweihe. Mitkonsekratoren waren Kurienkardinal Tarcisio Bertone SDB und der emeritierte Bischof von Copiapó, Celestino Aós Braco OFMCap.